# ملك الفهود

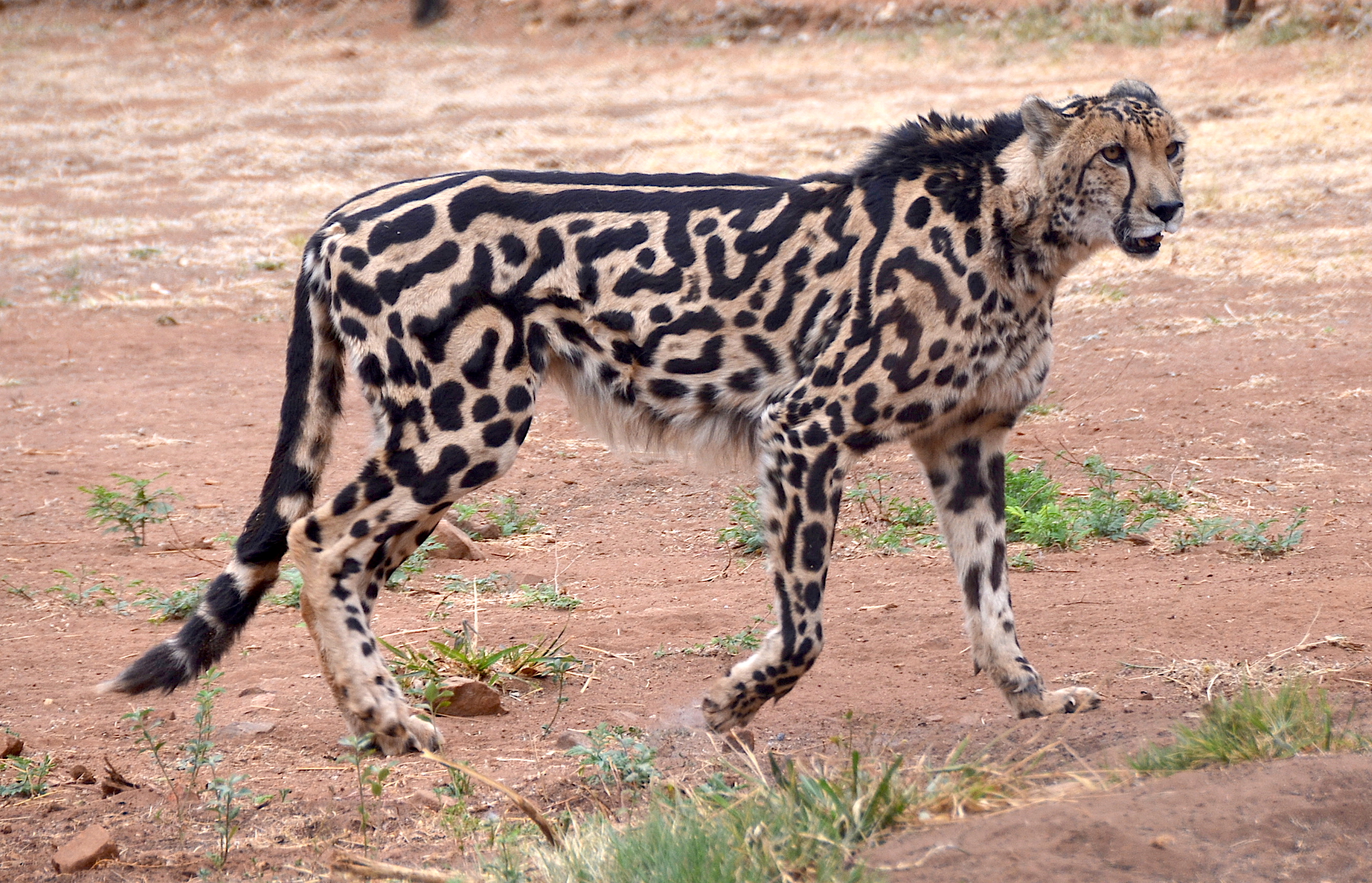
ملك الفهود

يعتبر ملك الفهود أو الفهد الملك (الاسم العلمي: Acinonyx jubatus f. rex) في بعض الأحيان نويعًا، ولكن هذا شكل بسيط يعتقد أنه ناتج عن طفرة متنحية. إذا كان لدى اثنين من الفهود المتزاوجة الأليل المتحور، فإن ربع نسلهما يمكن أن يصبح فهودًا ملوكًا. في الواقع، يمكن أن تظهر في نطاق الفهود العادية. هذا هو السبب في أنه لا يعتبر نويعًا. يحصل ملك الفهود على كسوته من تباين وراثي يُسمى غالبًا الاسوداد الزائف (أو الميلانينية الزائفة)، وهو قريب من التباينات التي تؤثر على السنوريات الأخرى مثل الببر الأبيض والنمر الأسود. توجد في أكثر مناطق الغابات في منطقة صغيرة في جنوب إفريقيا وفي زيمبابوي.
دَوَّن عالم الحيوان البريطاني ريجنالد إنس بوكوك أول سجل لملك الفهود في عام 1927 في زيمبابوي، ولكن اُلتقِطت أول صورة لهذا الحيوان في عام 1975. يمكننا تقدير عدد ملوك الفهود بنحو ثلاثين عينة في عام 2016.